# Liste der Biografien/Q
Liste der Biografien |
Portal Biografien |
Personensuche
# |
A |
B |
C |
D |
E |
F |
G |
H |
I |
J |
K |
L |
M |
N |
O |
P |
Q |
R |
S |
T |
U |
V |
W |
X |
Y |
Z |
?
 
Qa |
Qe |
Qi |
Qo |
Qr |
Qu |
Qv |
Qw |
Qy
Die Liste der Biografien führt alle Personen auf, die in der deutschsprachigen Wikipedia einen Artikel haben. Dieses ist eine Teilliste mit 4 Einträgen von Personen, deren Namen mit dem Buchstaben „Q“ beginnt.

## Q
- Q Lazzarus (1960–2022), US-amerikanische Sängerin
- Q, Maggie (* 1979), US-amerikanische Schauspielerin und FotomodellMaggie Q (* 1979)
- Q-Maler, attischer Vasenmaler

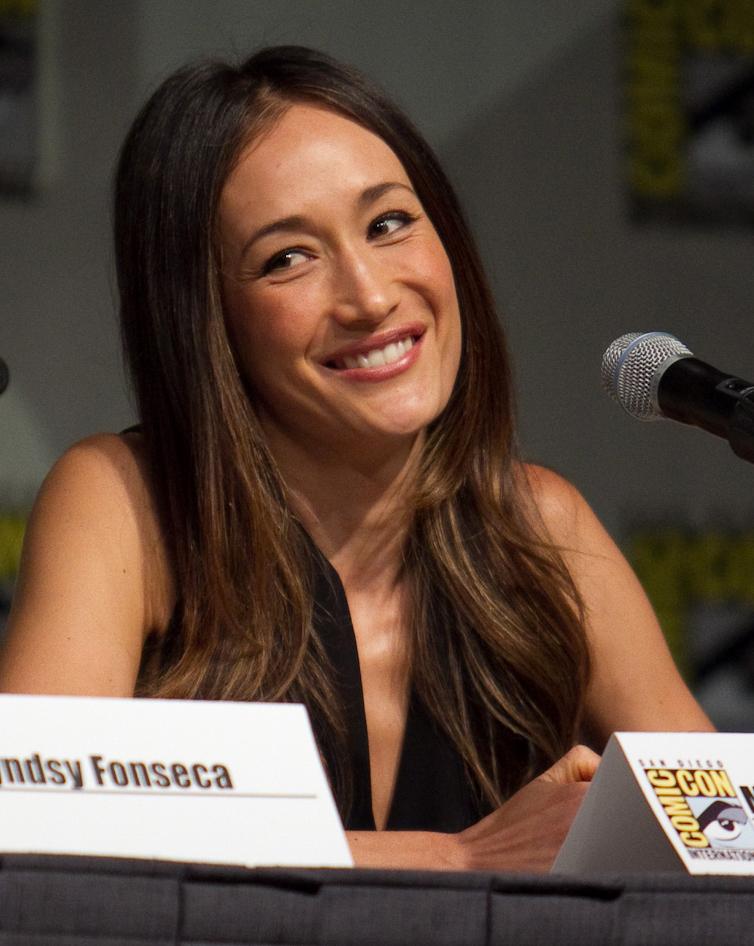
Maggie Q (* 1979)

- Q-Tip (* 1970), US-amerikanischer Rapper